# Gerald Schwertberger
Gerald Schwertberger (Gresten, 1941 - 8 februari 2014) was een Oostenrijks componist, jazzcontrabassist en muziekpedagoog.
Schwertberger begon op achtjarige leeftijd met pianolessen en hij leerde zichzelf contrabas spelen. Hij combineerde een studie geschiedenis en Germanistiek aan de universiteit van Wenen met een conservatoriumopleiding op de contrabas, terwijl hij privélessen op de piano kreeg van Erika Dichler-Sedlacek. Tijdens zijn studie speelde hij contrabas in jazzbands, een muziekstijl die hij had leren kennen via de Amerikaanse militaire kortegolfzender.
Vanaf 1961 speelde hij in verschillende amateur- en beroepsensembles in Wenen. In 1966 werd hij leraar muziek, gitaar en Duits in Wenen. Van 1977 tot 1985 doceerde hij deze vakken op het Instituto Austriaco-Guatemalteco (Oostenrijks-Guatemalteeks Instituut) in Guatemala-Stad. Vanaf 1986 tot zijn pensioen in 2001 doceerde hij aan de universiteit van Wenen.
Zijn composities richtten zich vooral op het muziekonderwijs, met arrangementen, suites, liederen, koorwerken (deels met zelfgeschreven teksten) en moderne kerkmuziek voor de jeugd. Hij werd internationaal vooral bekend vanwege zijn composities voor gitaar.